# Parallelia manillana
Parallelia manillana är en fjärilsart som beskrevs av Swinhoe 1918. Parallelia manillana ingår i släktet Parallelia och familjen nattflyn. Inga underarter finns listade i Catalogue of Life.